# Lijst van premiers van Nederland
Deze lijst van premiers van Nederland geeft een overzicht van de voorzitters van de ministerraad en ministers-presidenten van Nederland sinds 1848. In 1848 werd bij een veelomvattende grondwetsherziening de positie van de ministers vastgelegd. Wat na 1945 "premier" ging heten, heette sindsdien voorzitter van de ministerraad. De aanduiding minister-president wordt gebruikt sinds 1945; sinds 1983 is deze functie opgenomen in de Grondwet. De minister-president wordt informeel premier genoemd.

## Voorzitters van de ministerraad (titel vanaf 1848 tot 1945)
| Voorzitter                        | Voorzitter                                                        | Partij                          | Ministerraad                                 | Beëdiging         | Ontslagdatum             |
| --------------------------------- | ----------------------------------------------------------------- | ------------------------------- | -------------------------------------------- | ----------------- | ------------------------ |
| Gerrit Schimmelpenninck           | Gerrit Schimmelpenninck *25 februari 1794 †4 oktober 1863         | Partijloos (liberaal)           | kabinet-Schimmelpenninck                     | 25 maart 1848     | 21 november 1848         |
| roulerend                         | diverse                                                           | mei 1848 - ?                    | kabinet-Schimmelpenninck                     | 25 maart 1848     | 21 november 1848         |
| Jacob de Kempenaer                | Jacob de Kempenaer *6 juli 1793 †12 februari 1870                 | Partijloos (liberaal)           | kabinet-De Kempenaer-Donker Curtius          | 21 november 1848  | 1 november 1849          |
| Johan Rudolph Thorbecke           | Johan Rudolph Thorbecke *14 januari 1798 †4 juni 1872             | Partijloos (liberaal)           | kabinet-Thorbecke I                          | 1 november 1849   | 19 april 1853            |
| Floris Adriaan van Hall           | Floris Adriaan van Hall *15 mei 1791 †29 maart 1866               | Partijloos (liberaal)           | kabinet-Van Hall-Donker Curtius              | 19 april 1853     | 1 juli 1856              |
| Justinus van der Brugghen         | Justinus van der Brugghen *6 augustus 1804 †2 oktober 1863        | Partijloos (anti-revolutionair) | kabinet-Van der Brugghen                     | 1 juli 1856       | 18 maart 1858            |
| Jan Jacob Rochussen               | Jan Jacob Rochussen *23 oktober 1797 †21 januari 1871             | Partijloos (conservatief)       | kabinet-Rochussen                            | 18 maart 1858     | 23 februari 1860         |
| Floris Adriaan van Hall           | Floris Adriaan van Hall *15 mei 1791 †29 maart 1866               | Partijloos (liberaal)           | kabinet-Van Hall-Van Heemstra                | 23 februari 1860  | 14 maart 1861            |
| Jacob van Zuylen van Nijevelt     | Jacob van Zuylen van Nijevelt *29 juni 1816 †4 november 1890      | Partijloos (liberaal)           | kabinet-Van Zuylen van Nijevelt-Van Heemstra | 14 maart 1861     | 1 februari 1862          |
| Schelto van Heemstra              | Schelto van Heemstra *14 november 1807 †20 december 1864          | Partijloos (liberaal)           | kabinet-Van Zuylen van Nijevelt-Van Heemstra | 14 maart 1861     | 1 februari 1862          |
| Johan Rudolph Thorbecke           | Johan Rudolph Thorbecke *14 januari 1798 †4 juni 1872             | Partijloos (liberaal)           | kabinet-Thorbecke II                         | 1 februari 1862   | 10 februari 1866         |
| Isaäc Dignus Fransen van de Putte | Isaäc Dignus Fransen van de Putte *22 maart 1822 †3 maart 1902    | Partijloos (liberaal)           | kabinet-Fransen van de Putte                 | 10 februari 1866  | 1 juni 1866              |
| Julius van Zuylen van Nijevelt    | Julius van Zuylen van Nijevelt *19 augustus 1819 †1 juli 1894     | Partijloos (conservatief)       | kabinet-Van Zuylen van Nijevelt              | 1 juni 1866       | 4 juni 1868              |
| Pieter Philip van Bosse           | Pieter Philip van Bosse *16 december 1809 †21 februari 1879       | Partijloos (liberaal)           | kabinet-Van Bosse-Fock                       | 4 juni 1868       | 4 januari 1871           |
| Johan Rudolph Thorbecke           | Johan Rudolph Thorbecke *14 januari 1798 †4 juni 1872             | Partijloos (liberaal)           | kabinet-Thorbecke III                        | 4 januari 1871    | 4 juni 1872 (overlijden) |
| Pieter Philip van Bosse           | Pieter Philip van Bosse *16 december 1809 †21 februari 1879       | Partijloos (liberaal)           | kabinet-Thorbecke III                        | 4 juni 1872       | 6 juli 1872              |
| Gerrit de Vries Azn               | Gerrit de Vries Azn *22 februari 1818 †4 maart 1900               | Partijloos (liberaal)           | kabinet-De Vries-Fransen van de Putte        | 6 juli 1872       | 27 augustus 1874         |
| Jan Heemskerk Azn                 | Jan Heemskerk Azn *30 juli 1818 †9 oktober 1897                   | Partijloos (conservatief)       | kabinet-Heemskerk-Van Lynden van Sandenburg  | 27 augustus 1874  | 3 november 1877          |
| Jan Kappeyne van de Coppello      | Jan Kappeyne van de Coppello *2 oktober 1822 †28 juli 1895        | Partijloos (liberaal)           | kabinet-Kappeyne van de Coppello             | 3 november 1877   | 20 augustus 1879         |
| Theo van Lynden van Sandenburg    | Theo van Lynden van Sandenburg *24 februari 1826 †8 november 1885 | Partijloos (anti-revolutionair) | kabinet-Van Lynden van Sandenburg            | 20 augustus 1879  | 23 april 1883            |
| Jan Heemskerk Azn                 | Jan Heemskerk Azn *30 juli 1818 †9 oktober 1897                   | Partijloos (conservatief)       | kabinet-Heemskerk Azn.                       | 23 april 1883     | 21 april 1888            |
| Æneas Mackay                      | Æneas Mackay *9 november 1838 †13 november 1909                   | Anti-Revolutionaire Partij      | kabinet-Mackay                               | 21 april 1888     | 21 augustus 1891         |
| Gijsbert van Tienhoven            | Gijsbert van Tienhoven *12 februari 1841 †10 oktober 1914         | Partijloos (liberaal)           | kabinet-Van Tienhoven                        | 21 augustus 1891  | 9 mei 1894               |
| Joan Röell                        | Joan Röell *21 juli 1844 †13 juli 1914                            | Partijloos (liberaal)           | kabinet-Röell                                | 9 mei 1894        | 27 juli 1897             |
| Nicolaas Pierson                  | Nicolaas Pierson *17 februari 1839 †24 december 1909              | Liberale Unie                   | kabinet-Pierson                              | 27 juli 1897      | 1 augustus 1901          |
| Abraham Kuyper                    | Abraham Kuyper *29 oktober 1837 †8 november 1920                  | Anti-Revolutionaire Partij      | kabinet-Kuyper                               | 1 augustus 1901   | 17 augustus 1905         |
| Theo de Meester                   | Theo de Meester *16 december 1851 †27 december 1919               | Liberale Unie                   | kabinet-De Meester                           | 17 augustus 1905  | 12 februari 1908         |
| Theo Heemskerk                    | Theo Heemskerk *20 juli 1852 †12 juni 1932                        | Anti-Revolutionaire Partij      | kabinet-Heemskerk                            | 12 februari 1908  | 29 augustus 1913         |
| Pieter Cort van der Linden        | Pieter Cort van der Linden *14 mei 1846 †15 juli 1935             | Partijloos (liberaal)           | kabinet-Cort van der Linden                  | 29 augustus 1913  | 9 september 1918         |
| Charles Ruijs de Beerenbrouck     | Charles Ruijs de Beerenbrouck *1 december 1873 †17 april 1936     | Roomsch-Katholieke Staatspartij | kabinet-Ruijs de Beerenbrouck I              | 9 september 1918  | 18 september 1922        |
| Charles Ruijs de Beerenbrouck     | Charles Ruijs de Beerenbrouck *1 december 1873 †17 april 1936     | Roomsch-Katholieke Staatspartij | kabinet-Ruijs de Beerenbrouck II             | 18 september 1922 | 4 augustus 1925          |
| Hendrikus Colijn                  | Hendrikus Colijn *22 juni 1869 †18 september 1944                 | Anti-Revolutionaire Partij      | kabinet-Colijn I                             | 4 augustus 1925   | 8 maart 1926             |
| Dirk Jan de Geer                  | Dirk Jan de Geer *14 december 1870 †27 november 1960              | Christelijk-Historische Unie    | kabinet-De Geer I                            | 8 maart 1926      | 10 augustus 1929         |
| Charles Ruijs de Beerenbrouck     | Charles Ruijs de Beerenbrouck 1 december 1873 †17 april 1936      | Roomsch-Katholieke Staatspartij | kabinet-Ruijs de Beerenbrouck III            | 10 augustus 1929  | 26 mei 1933              |
| Hendrikus Colijn                  | Hendrikus Colijn *22 juni 1869 †18 september 1944                 | Anti-Revolutionaire Partij      | kabinet-Colijn II                            | 26 mei 1933       | 31 juli 1935             |
| Hendrikus Colijn                  | Hendrikus Colijn *22 juni 1869 †18 september 1944                 | Anti-Revolutionaire Partij      | kabinet-Colijn III                           | 31 juli 1935      | 24 juni 1937             |
| Hendrikus Colijn                  | Hendrikus Colijn *22 juni 1869 †18 september 1944                 | Anti-Revolutionaire Partij      | kabinet-Colijn IV                            | 24 juni 1937      | 25 juli 1939             |
| Hendrikus Colijn                  | Hendrikus Colijn *22 juni 1869 †18 september 1944                 | Anti-Revolutionaire Partij      | kabinet-Colijn V                             | 25 juli 1939      | 10 augustus 1939         |
| Dirk Jan de Geer                  | Dirk Jan de Geer¹ *14 december 1870 †27 november 1960             | Christelijk-Historische Unie    | kabinet-De Geer II                           | 10 augustus 1939  | 3 september 1940         |
| Pieter Gerbrandy                  | Pieter Gerbrandy *13 april 1885 †7 september 1961                 | Anti-Revolutionaire Partij      | kabinet-Gerbrandy I                          | 3 september 1940  | 27 juli 1941             |
| Pieter Gerbrandy                  | Pieter Gerbrandy *13 april 1885 †7 september 1961                 | Anti-Revolutionaire Partij      | kabinet-Gerbrandy II                         | 27 juli 1941      | 23 februari 1945         |
| Pieter Gerbrandy                  | Pieter Gerbrandy *13 april 1885 †7 september 1961                 | Anti-Revolutionaire Partij      | kabinet-Gerbrandy III                        | 23 februari 1945  | 25 juni 1945             |

¹ Na de invasie van nazi-Duitsland in Nederland werd op 13 mei 1940 generaal Henri Winkelman (na vertrek van koningin en kabinet naar Londen) benoemd tot de facto regeringsleider in Nederland. Hij bleef in die functie tot aan de capitulatie van Nederland op 15 mei 1940.

## Ministers-presidenten (functie vanaf 1945)
| Minister-president     | Minister-president   | Minister-president                                 | Partij                                               | Ministerraad               | Beëdiging        | Demissionair     | Ontslagdatum      |
| ---------------------- | -------------------- | -------------------------------------------------- | ---------------------------------------------------- | -------------------------- | ---------------- | ---------------- | ----------------- |
|                        | Wim Schermerhorn     | Wim Schermerhorn *17 december 1894 †10 maart 1977  | Vrijzinnig-Democratische Bond / Partij van de Arbeid | kabinet-Schermerhorn-Drees | 25 juni 1945     | 16 mei 1946      | 3 juli 1946       |
|                        | Louis Beel           | Louis Beel *12 april 1902 †11 februari 1977        | Katholieke Volkspartij                               | kabinet-Beel I             | 3 juli 1946      | 7 juli 1948      | 7 augustus 1948   |
|                        | Willem Drees         | Willem Drees *15 juli 1886 †14 mei 1988            | Partij van de Arbeid                                 | kabinet-Drees Van Schaik   | 7 augustus 1948  | 24 januari 1951  | 15 maart 1951     |
| kabinet-Drees I        | Willem Drees         | Willem Drees *15 juli 1886 †14 mei 1988            | Partij van de Arbeid                                 | 15 maart 1951              | 25 juni 1952     | 2 september 1952 |                   |
| kabinet-Drees II       | Willem Drees         | Willem Drees *15 juli 1886 †14 mei 1988            | Partij van de Arbeid                                 | 2 september 1952           | 13 juni 1956     | 13 oktober 1956  |                   |
| kabinet-Drees III      | Willem Drees         | Willem Drees *15 juli 1886 †14 mei 1988            | Partij van de Arbeid                                 | 13 oktober 1956            | 11 december 1958 | 22 december 1958 |                   |
|                        | Louis Beel           | Louis Beel *12 april 1902 †11 februari 1977        | Katholieke Volkspartij                               | kabinet-Beel II            | 22 december 1958 | 12 maart 1959    | 19 mei 1959       |
|                        | Jan de Quay          | Jan de Quay *26 augustus 1901 †4 juli 1985         | Katholieke Volkspartij                               | kabinet-De Quay            | 19 mei 1959      | 15 mei 1963      | 24 juli 1963      |
|                        | Victor Marijnen      | Victor Marijnen *21 februari 1917 †5 april 1975    | Katholieke Volkspartij                               | kabinet-Marijnen           | 24 juli 1963     | 27 februari 1965 | 14 april 1965     |
|                        | Jo Cals              | Jo Cals *18 juli 1914 †30 december 1971            | Katholieke Volkspartij                               | kabinet-Cals               | 14 april 1965    | 15 oktober 1966  | 22 november 1966  |
|                        | Jelle Zijlstra       | Jelle Zijlstra *27 augustus 1918 †23 december 2001 | Anti-Revolutionaire Partij                           | kabinet-Zijlstra           | 22 november 1966 | 15 februari 1967 | 5 april 1967      |
|                        | Piet de Jong         | Piet de Jong *3 april 1915 †27 juli 2016           | Katholieke Volkspartij                               | kabinet-De Jong            | 5 april 1967     | 28 april 1971    | 6 juli 1971       |
|                        | Barend Biesheuvel    | Barend Biesheuvel *5 april 1920 †29 april 2001     | Anti-Revolutionaire Partij                           | kabinet-Biesheuvel I       | 6 juli 1971      | 19 juli 1972     | 9 augustus 1972   |
| kabinet-Biesheuvel II  | Barend Biesheuvel    | Barend Biesheuvel *5 april 1920 †29 april 2001     | Anti-Revolutionaire Partij                           | 9 augustus 1972            | 29 november 1972 | 11 mei 1973      |                   |
|                        | Joop den Uyl         | Joop den Uyl *9 augustus 1919 †24 december 1987    | Partij van de Arbeid                                 | kabinet-Den Uyl            | 11 mei 1973      | 22 maart 1977    | 19 december 1977  |
|                        | Dries van Agt        | Dries van Agt *2 februari 1931 †5 februari 2024    | Christen-Democratisch Appèl                          | kabinet-Van Agt I          | 19 december 1977 | 26 mei 1981      | 11 september 1981 |
| kabinet-Van Agt II     | Dries van Agt        | Dries van Agt *2 februari 1931 †5 februari 2024    | Christen-Democratisch Appèl                          | 11 september 1981          | 12 mei 1982      | 29 mei 1982      |                   |
| kabinet-Van Agt III    | Dries van Agt        | Dries van Agt *2 februari 1931 †5 februari 2024    | Christen-Democratisch Appèl                          | 29 mei 1982                | 8 september 1982 | 4 november 1982  |                   |
|                        | Ruud Lubbers         | Ruud Lubbers *7 mei 1939 †14 februari 2018         | Christen-Democratisch Appèl                          | kabinet-Lubbers I          | 4 november 1982  | 22 mei 1986      | 14 juli 1986      |
| kabinet-Lubbers II     | Ruud Lubbers         | Ruud Lubbers *7 mei 1939 †14 februari 2018         | Christen-Democratisch Appèl                          | 14 juli 1986               | 3 mei 1989       | 7 november 1989  |                   |
| kabinet-Lubbers III    | Ruud Lubbers         | Ruud Lubbers *7 mei 1939 †14 februari 2018         | Christen-Democratisch Appèl                          | 7 november 1989            | 10 mei 1994      | 22 augustus 1994 |                   |
|                        | Wim Kok              | Wim Kok *29 september 1938 †20 oktober 2018        | Partij van de Arbeid                                 | kabinet-Kok I              | 22 augustus 1994 | 6 mei 1998       | 3 augustus 1998   |
| kabinet-Kok II         | Wim Kok              | Wim Kok *29 september 1938 †20 oktober 2018        | Partij van de Arbeid                                 | 3 augustus 1998            | 16 april 2002    | 22 juli 2002     |                   |
|                        | Jan Peter Balkenende | Jan Peter Balkenende *7 mei 1956                   | Christen-Democratisch Appèl                          | kabinet-Balkenende I       | 22 juli 2002     | 16 oktober 2002  | 27 mei 2003       |
| kabinet-Balkenende II  | Jan Peter Balkenende | Jan Peter Balkenende *7 mei 1956                   | Christen-Democratisch Appèl                          | 27 mei 2003                | 30 juni 2006     | 7 juli 2006      |                   |
| kabinet-Balkenende III | Jan Peter Balkenende | Jan Peter Balkenende *7 mei 1956                   | Christen-Democratisch Appèl                          | 7 juli 2006                | 22 november 2006 | 22 februari 2007 |                   |
| kabinet-Balkenende IV  | Jan Peter Balkenende | Jan Peter Balkenende *7 mei 1956                   | Christen-Democratisch Appèl                          | 22 februari 2007           | 20 februari 2010 | 14 oktober 2010  |                   |
|                        | Mark Rutte           | Mark Rutte *14 februari 1967                       | Volkspartij voor Vrijheid en Democratie              | kabinet-Rutte I            | 14 oktober 2010  | 23 april 2012    | 5 november 2012   |
| kabinet-Rutte II       | Mark Rutte           | Mark Rutte *14 februari 1967                       | Volkspartij voor Vrijheid en Democratie              | 5 november 2012            | 14 maart 2017    | 26 oktober 2017  |                   |
| kabinet-Rutte III      | Mark Rutte           | Mark Rutte *14 februari 1967                       | Volkspartij voor Vrijheid en Democratie              | 26 oktober 2017            | 15 januari 2021  | 10 januari 2022  |                   |
| kabinet-Rutte IV       | Mark Rutte           | Mark Rutte *14 februari 1967                       | Volkspartij voor Vrijheid en Democratie              | 10 januari 2022            | 7 juli 2023      | 2 juli 2024      |                   |
|                        |                      | Dick Schoof *8 maart 1957                          | partijloos                                           | kabinet-Schoof             | 2 juli 2024      | 3 juni 2025      |                   |

## Nederlandse voorzitters van de ministerraad met de langste staat van dienst
| Nr. | Naam                          | Aantal dagen                                                                        |
| --- | ----------------------------- | ----------------------------------------------------------------------------------- |
| 1   | Mark Rutte                    | 13 jaar en 262 dagen                                                                |
| 2   | Ruud Lubbers                  | 11 jaar en 291 dagen                                                                |
| 3   | Charles Ruijs de Beerenbrouck | 6 jaar en 329 dagen + 3 jaar en 289 dagen = 10 jaar en 253 dagen                    |
| 4   | Willem Drees                  | 10 jaar en 137 dagen                                                                |
| 5   | Johan Rudolph Thorbecke       | 3 jaar en 347 dagen + 4 jaar en 9 dagen + 1 jaar en 152 dagen = 9 jaar en 143 dagen |
| 6   | Jan Peter Balkenende          | 8 jaar en 84 dagen                                                                  |
| 7   | Jan Heemskerk                 | 3 jaar en 68 dagen + 4 jaar en 364 dagen = 8 jaar en 67 dagen                       |
| 8   | Wim Kok                       | 7 jaar en 334 dagen                                                                 |
| 9   | Hendrikus Colijn              | 0 jaar en 216 dagen + 6 jaar en 76 dagen = 6 jaar en 292 dagen                      |
| 10  | Theo Heemskerk                | 5 jaar en 198 dagen                                                                 |

## Leeftijd Nederlandse voorzitters van de ministerraad bij aantreden en ontslag
| Naam                              | Leeftijd bij eerste beëdiging | Leeftijd bij laatste ontslag |
| --------------------------------- | ----------------------------- | ---------------------------- |
| Gerrit Schimmelpenninck           | 54 jaar en 29 dagen           | 54 jaar en 270 dagen         |
| Jacob de Kempenaer                | 55 jaar en 138 dagen          | 56 jaar en 118 dagen         |
| Johan Rudolph Thorbecke           | 51 jaar en 291 dagen          | 74 jaar en 142 dagen         |
| Floris Adriaan van Hall           | 61 jaar en 339 dagen          | 69 jaar en 303 dagen         |
| Justinus van der Brugghen         | 51 jaar en 330 dagen          | 53 jaar en 224 dagen         |
| Jan Jacob Rochussen               | 60 jaar en 146 dagen          | 62 jaar en 123 dagen         |
| Jules van Zuylen van Nijevelt     | 44 jaar en 258 dagen          | 51 jaar en 341 dagen         |
| Schelto van Heemstra              | 53 jaar en 120 dagen          | 54 jaar en 79 dagen          |
| Isaäc Dignus Fransen van de Putte | 43 jaar en 325 dagen          | 44 jaar en 71 dagen          |
| Pieter Philip van Bosse           | 58 jaar en 171 dagen          | 61 jaar en 19 dagen          |
| Gerrit de Vries Azn               | 54 jaar en 135 dagen          | 56 jaar en 186 dagen         |
| Jan Heemskerk Azn                 | 56 jaar en 28 dagen           | 69 jaar en 266 dagen         |
| Jan Kappeyne van de Coppello      | 55 jaar en 32 dagen           | 56 jaar en 322 dagen         |
| Theo van Lynden van Sandenburg    | 53 jaar en 177 dagen          | 57 jaar en 58 dagen          |
| Æneas Mackay                      | 49 jaar en 164 dagen          | 52 jaar en 285 dagen         |
| Gijsbert van Tienhoven            | 50 jaar en 190 dagen          | 53 jaar en 86 dagen          |
| Joan Röell                        | 49 jaar en 292 dagen          | 53 jaar en 6 dagen           |
| Nicolaas Pierson                  | 58 jaar en 160 dagen          | 62 jaar en 165 dagen         |
| Abraham Kuyper                    | 63 jaar en 276 dagen          | 67 jaar en 292 dagen         |
| Theo de Meester                   | 53 jaar en 244 dagen          | 56 jaar en 58 dagen          |
| Theo Heemskerk                    | 55 jaar en 207 dagen          | 61 jaar en 40 dagen          |
| Pieter Cort van der Linden        | 67 jaar en 107 dagen          | 72 jaar en 118 dagen         |
| Charles Ruijs de Beerenbrouck     | 44 jaar en 282 dagen          | 48 jaar en 291 dagen         |
| Hendrikus Colijn                  | 56 jaar en 43 dagen           | 56 jaar en 259 dagen         |
| Dirk Jan de Geer                  | 55 jaar en 84 dagen           | 69 jaar en 264 dagen         |
| Charles Ruijs de Beerenbrouck     | 55 jaar en 252 dagen          | 59 jaar en 176 dagen         |
| Pieter Gerbrandy                  | 55 jaar en 143 dagen          | 56 jaar en 105 dagen         |
| Wim Schermerhorn                  | 50 jaar en 190 dagen          | 51 jaar en 198 dagen         |
| Louis Beel                        | 44 jaar en 82 dagen           | 57 jaar en 37 dagen          |
| Willem Drees                      | 62 jaar en 23 dagen           | 72 jaar en 160 dagen         |
| Jan de Quay                       | 57 jaar en 266 dagen          | 61 jaar en 332 dagen         |
| Victor Marijnen                   | 46 jaar en 153 dagen          | 48 jaar en 52 dagen          |
| Jo Cals                           | 50 jaar en 270 dagen          | 52 jaar en 127 dagen         |
| Jelle Zijlstra                    | 48 jaar en 87 dagen           | 48 jaar en 221 dagen         |
| Piet de Jong                      | 52 jaar en 2 dagen            | 56 jaar en 94 dagen          |
| Barend Biesheuvel                 | 51 jaar en 92 dagen           | 53 jaar en 36 dagen          |
| Joop den Uyl                      | 53 jaar en 275 dagen          | 58 jaar en 132 dagen         |
| Dries van Agt                     | 46 jaar en 320 dagen          | 51 jaar en 275 dagen         |
| Ruud Lubbers                      | 43 jaar en 181 dagen          | 55 jaar en 107 dagen         |
| Wim Kok                           | 55 jaar en 327 dagen          | 63 jaar en 296 dagen         |
| Jan Peter Balkenende              | 46 jaar en 76 dagen           | 54 jaar en 160 dagen         |
| Mark Rutte                        | 43 jaar en 242 dagen          | 57 jaar en 139 dagen         |
| Dick Schoof                       | 67 jaar en 116 dagen          | 68 jaar en 148 dagen*        |

* Huidige leeftijd als Dick Schoof vandaag ontslagen zou worden